# Simeon Lepichev
Simeon Lepichev (Kuala Lumpur, Malasia, 9 de enero de 1995) es un jugador de baloncesto búlgaro nacido en Malasia que mide 2,06 metros y actualmente juega de pívot.

## Trayectoria
Simeon Lepichev es hijo del entrenador de baloncesto búlgaro Ivan Lepichev. Nació en Malasia en 1995, debido a que en esa época su padre se encontraba en aquel país trabajando como director técnico de la selección femenina de baloncesto de Malasia.
Se formó como baloncestista en Francia. Llegó incluso a jugar el Championnat de France Espoirs -la liga nacional Sub-21- con el Union Poitiers Basket 86 antes de tomar la decisión de continuar con su formación en los Estados Unidos. 
Durante sus primeros dos años, entre 2015 y 2017, compitió en los torneos de la NJCAA como jugador de los Cavaliers, el equipo deportivo del Kankakee Community College de Kankakee, Illinois. Posteriormente consiguió ingresar en la Universidad Atlántica de Florida, para jugar durante dos temporadas en la División I de la NCAA, en las filas de los Owls.
Tras no ser drafteado en 2019, el pívot búlgaro se marchó a Malasia para jugar con los Westports Malasya Dragons, equipo en el que jugó un total de 12 partidos en los que promedió 11,1 puntos, 9,1 rebotes, 2,3 asistencias y 1,5 tapones por partido.
El 19 de octubre de 2020, se confirma su fichaje por el Oviedo Club Baloncesto de la Liga LEB Oro, de maneral temporal.
El 9 de noviembre de 2020, se desvincula del Oviedo Club Baloncesto sin llegar a debutar y firma por el Basket Navarra Club de la Liga LEB Plata.
El 27 de septiembre de 2023 firma por el Club Melilla Baloncesto de la LEB Oro.
En septiembre de 2024, firma un contrato temporal por dos meses con el San Sebastián Gipuzkoa Basket Club de la Primera FEB.

## Internacional
Simeon fue convocado con la Selección de Bulgaria para los torneos U16, U18 y U20, aunque solo tuvo participación en el primero.